# Sremska Mitrovica
Sremska Mitrovica (Сремска Митровица, kroatiska: Srijemska Mitrovica, ungerska: Szávaszentdemeter) är en stad och kommun i området Srem i den serbiska provinsen Vojvodina. Staden har en lång historia och var bland annat huvudstad för några romerska kejsare. Idag har staden nära 40 000 invånare och kommunen runt 85 000 invånare.

## Namn
Srem är en geografisk region och Mitrovica kommer av namnet Demetrios (efter helgonet Sankt Demetrios från Saloniki) som på serbiska är Mitar (även detsamma som ryskans Dmitri). I Serbien finns även en annan Mitrovica - Mačvanska Mitrovica.

## Geografi
Sremska Mitrovica ligger på floden Savas stränder i nordvästra Serbien och sydvästra Vojvodina. Staden är belägen 75 kilometer nordväst om huvudstaden Belgrad, på motorvägen E70 och 50 kilometer sydväst om Novi Sad. Staden ligger dessutom 35 kilometer från den kroatiska gränsen. Sremska Mitrovica ligger 80 meter över havet.

## Historia

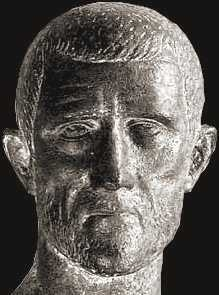
Aurelianus (270-275)

Under romersk tid hette staden Sirmium, en strategiskt viktig plats i Pannonien. Romarna erövrade staden under det första århundradet f.Kr. Området är rikt på arkeologiska föremål och arkeologer har hittat spår av människoaktiviteter från 5000 f.Kr.
I Sirmium föddes tio romerska kejsare:
- Herennius Etruscus (227-251)
- Hostilianus (230?-251)
- Decius (249–251)
- Claudius II Gothicus (268-270)
- Quintillus (270)
- Aurelianus (270–275)
- Probus (276–282)
- Maximianus (285–310)
- Constantius II (337–361)
- Gratianus (367–383)

Förutom dessa var Sirmium hemstad för många andra romerska kejsare (se även tetrark).[källa behövs]
I slutet av 300-talet erövrade Ostrogoterna Sirmium och år 441 hunnerna. År 582 övertogs staden av avarerna och den tidigare befolkningen emigrerade till Dalmatien. Omkring 600 år senare ingick staden i Ungern. Bysans försökte flera gången överta makten men utan resultat. Istället tog turkarna över kontrollen 1526 och hade den till 1688 då staden tillföll Habsburg. På den här tiden flydde många serber från södra delarna av Serbien till Vojvodina och även Sremska Mitrovica på grund av turkisk terror. Samtidigt flyttade andra folkgrupper hit: tyskar, kroater, ungrare och rusiner. På 1700- och 1800-talet utvecklades Sremska Mitrovica till en stad.
Efter första världskriget blev Sremska Mitrovica en del av Sloveners, kroaters och serbers stat, senare Jugoslavien. Staden utvecklades långsamt trots att den låg på järnvägen mellan de två viktigaste städerna i det landet - Belgrad och Zagreb - eftersom industrialiseringen var koncentrerad i storstäderna. Under andra världskriget ockuperades staden och hela Srem av fascistiska Oberoende staten Kroatien. Staden hade då namnet Hrvatska Mitrovica - kroatiska Mitrovica. Fascisterna dödade runt 7 000 civila från området runt Sremska Mitrovica. Efter kriget hade staden 13 000 invånare. 1945 tillföll staden återigen Jugoslavien och Vojvodina som blev en provins inom delrepubliken Serbien. Efter Jugoslaviens fall på 1990-talet ingick staden en kort tid i statsbildningen Serbien och Montenegro för att 2006 tillhöra det självständiga Serbien.

## Demografi

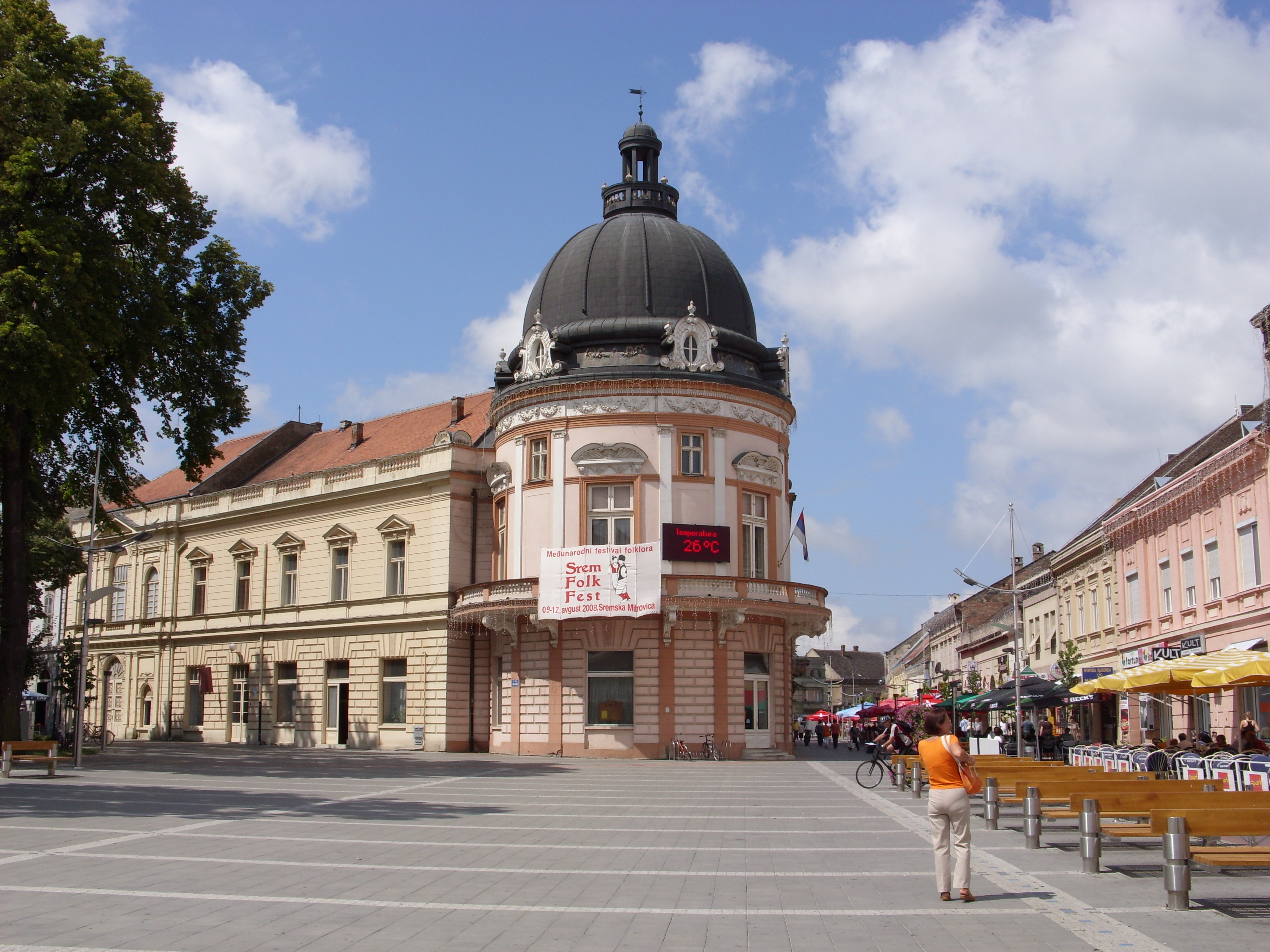
Biblioteket i Sremska Mitrovica

Staden Sremska Mitrovica hade enligt folkräkningen från år 2002 39 084 invånare, medan hela kommunen hade 85 605. Enligt vissa källor hade stadsbefolkningen ökat till 39 487 år 2008.

### Etniska grupper i staden
- serber - 31 127 (79,64%)
- kroater - 2 130 (5,45%)
- jugoslaver - 961 (2,45%)
- rusiner - 621 (1,58%)
- ungrare - 524 (1,34%)
- ukrainare - 404 (1,03%)

### Etniska grupper i kommunen
- serber - 75 003 (87,31%)
- kroater - 2 547 (2,96%)
- jugoslaver - 1 212 (1,41%)

Varje ort i kommunen har en serbisk majoritet.

## Orter
Följande orter ligger i Sremska Mitrovicas kommun:

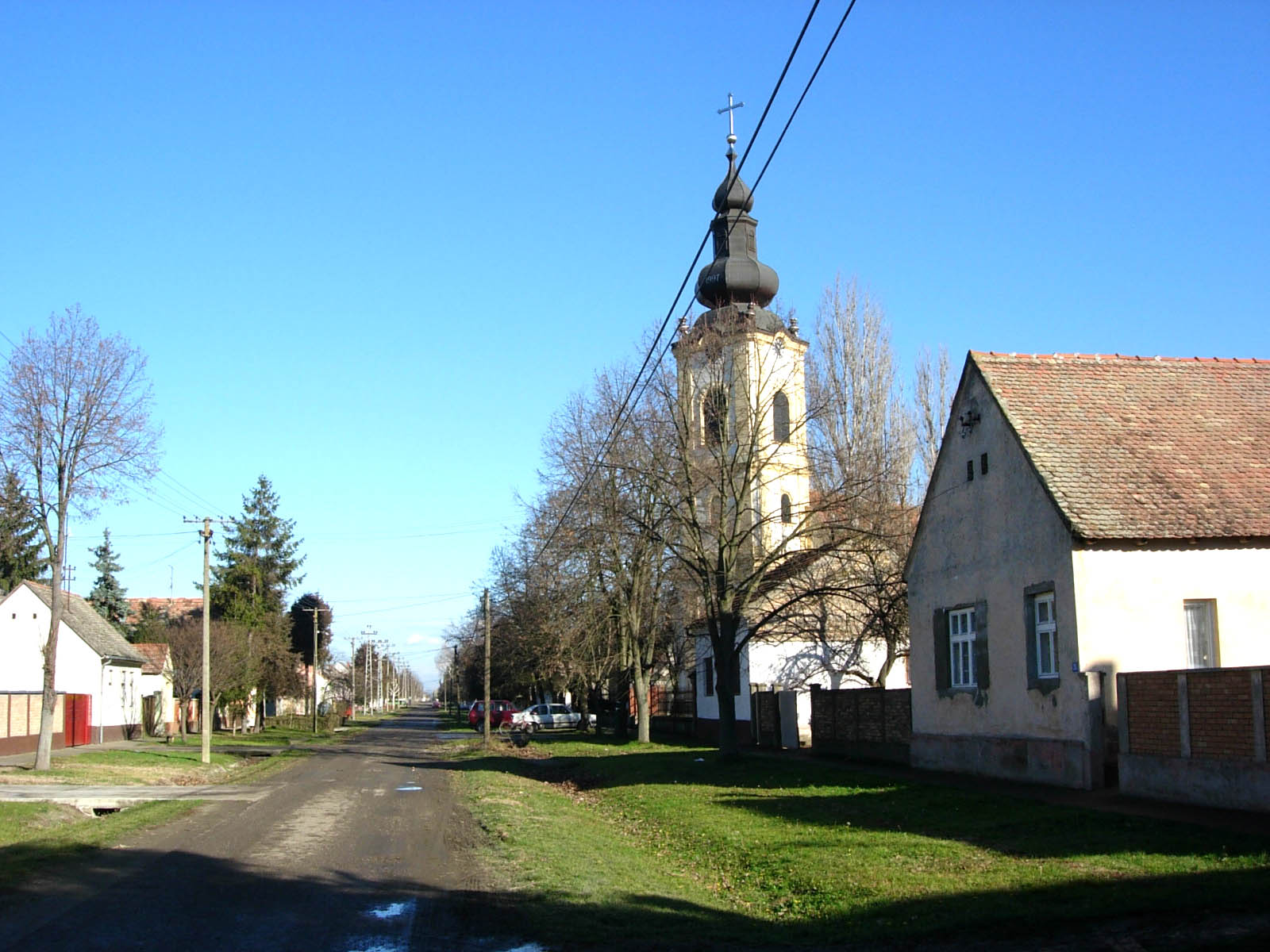
Jarak - typisk Vojvodinaby

| - Bešenovački Prnjavor (Бешеновачки Прњавор) - Bešenovo (Бешеново) - Bosut (Босут) - Čalma (Чалма) - Divoš (Дивош) - Grgurevci (Гргуревци) - Jarak (Јарак) - Kuzmin (Кузмин) - Laćarak (Лаћарак) - Ležimir (Лежимир) - Manđelos (Манђелос) - Martinci (Мартинци, i Romerska riket känt Budalia) | - Noćaj (Ноћај) - Radenković (Раденковић) - Ravnje (Равње) - Salaš Noćajski (Салаш Ноћајски) - Šašinci (Шашинци) - Sremska Rača (Сремска Рача) - Stara Bingula (Стара Бингула) - Šišatovac (Шишатовац) - Šuljam (Шуљам) - Veliki Radinci (Велики Радинци) - Zasavica I (Засавица I) - Zasavica II (Засавица II) |

## Kultur
Sremska Mitrovica är ett "museum under bar himmel" med fornlämningar från romerska tiden samt sin 1700- och 1800-talsarkitektur. Staden har sitt eget museum, bibliotek, teater och flera konstgallerior. Där finns flera skolor och ett gymnasium som inrättades redan 1838.

## Sport
- FK Srem, fotbollsklubb i serbiska andraligan
- Wing Chun Kung Fu klub Dragon

I Sremska Mitrovica byggdes 2007 en friidrottsarena som blev den första arenan i Serbien avsedd för endast friidrott.

## Galleri

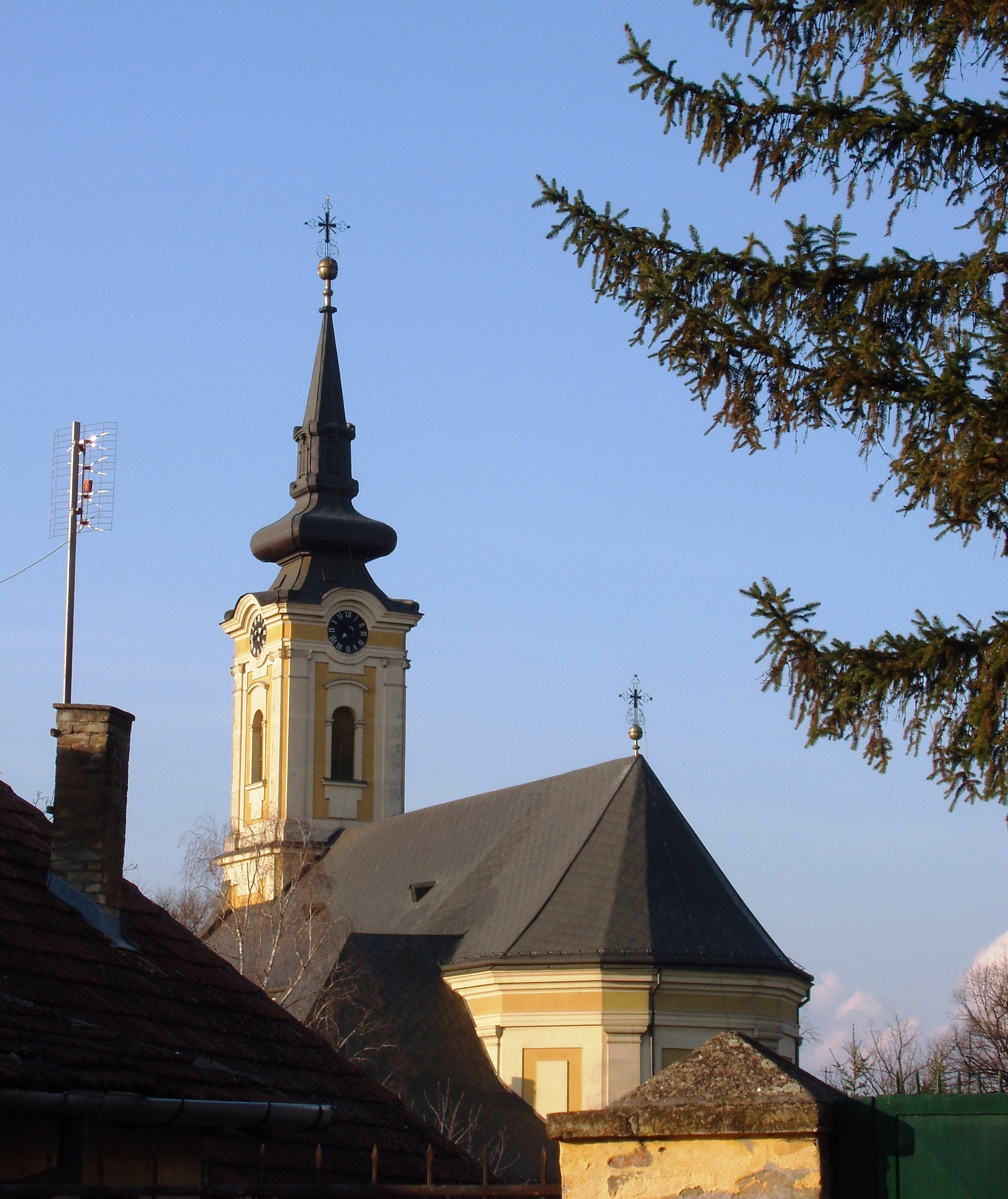
Katolsk kyrka
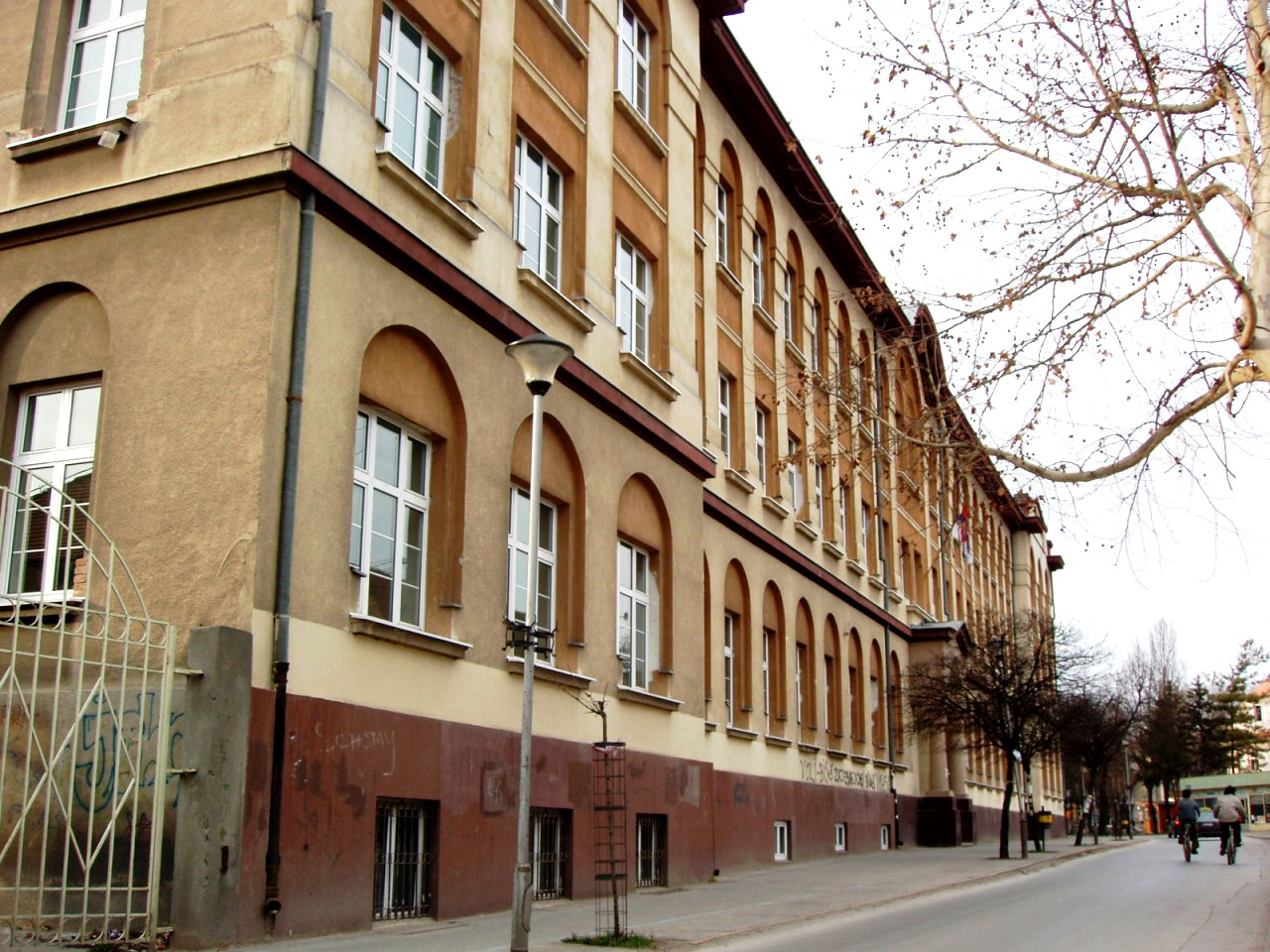
Skola
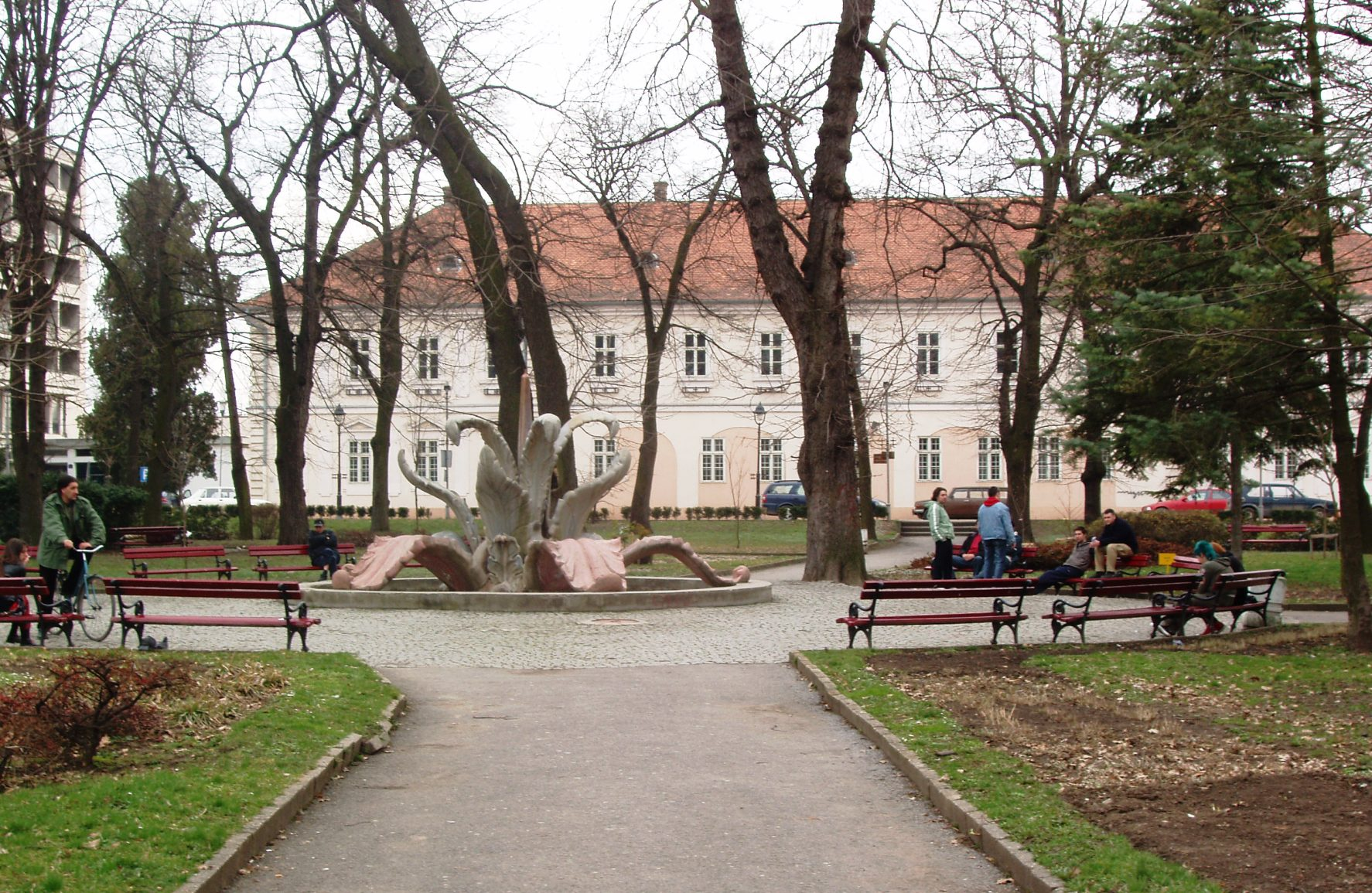
Stadsparken
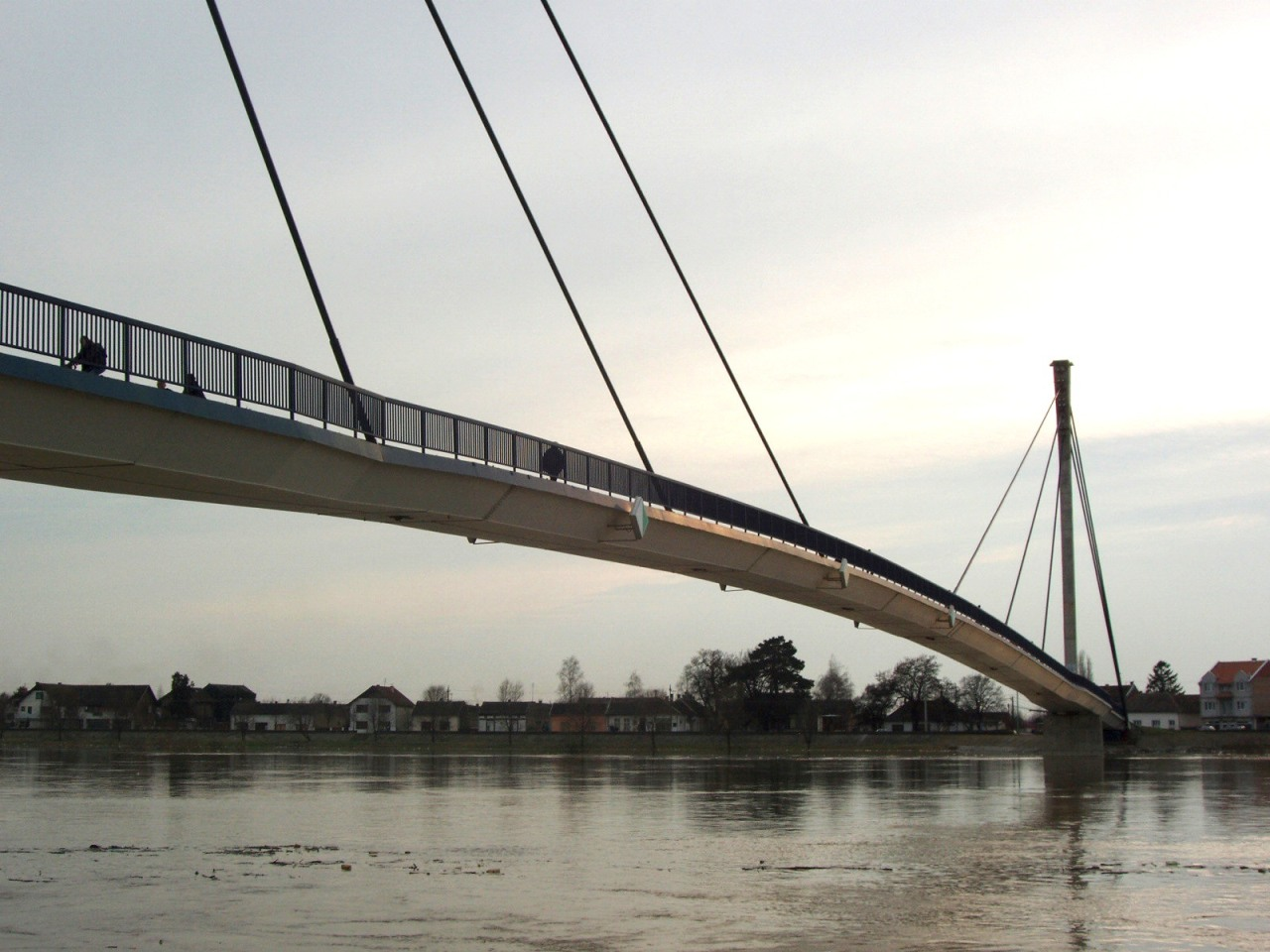
Bro över Sava
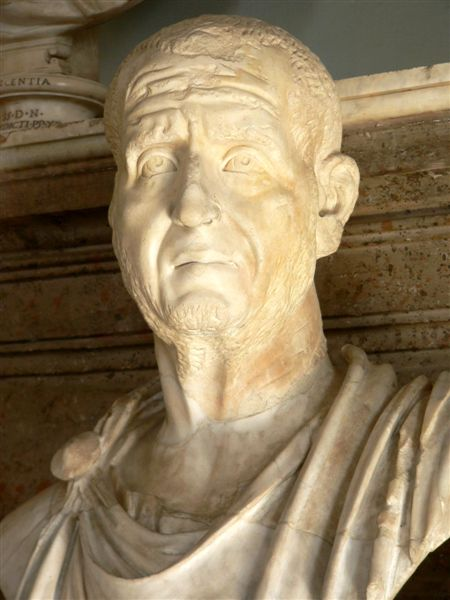
Traianus Decius